# Ascidia caguayensis
Ascidia caguayensis is een zakpijpensoort uit de familie van de Ascidiidae. De wetenschappelijke naam van de soort is voor het eerst geldig gepubliceerd in 1974 door Millar & Goodbody.